# Parque Nacional Fuji-Hakone-Izu
O Parque nacional Fuji-Hakone-Izu (富士箱根伊豆国立公園, Fuji-Hakone-Izu Kokuritsu Kōen) é um parque nacional do Japão que ocupa áreas nas províncias de Yamanashi, Shizuoka, Kanagawa e Tóquio.

## Regiões
O Parque Nacional Fuji-Hakone-Izu está dividido em quatro áreas:

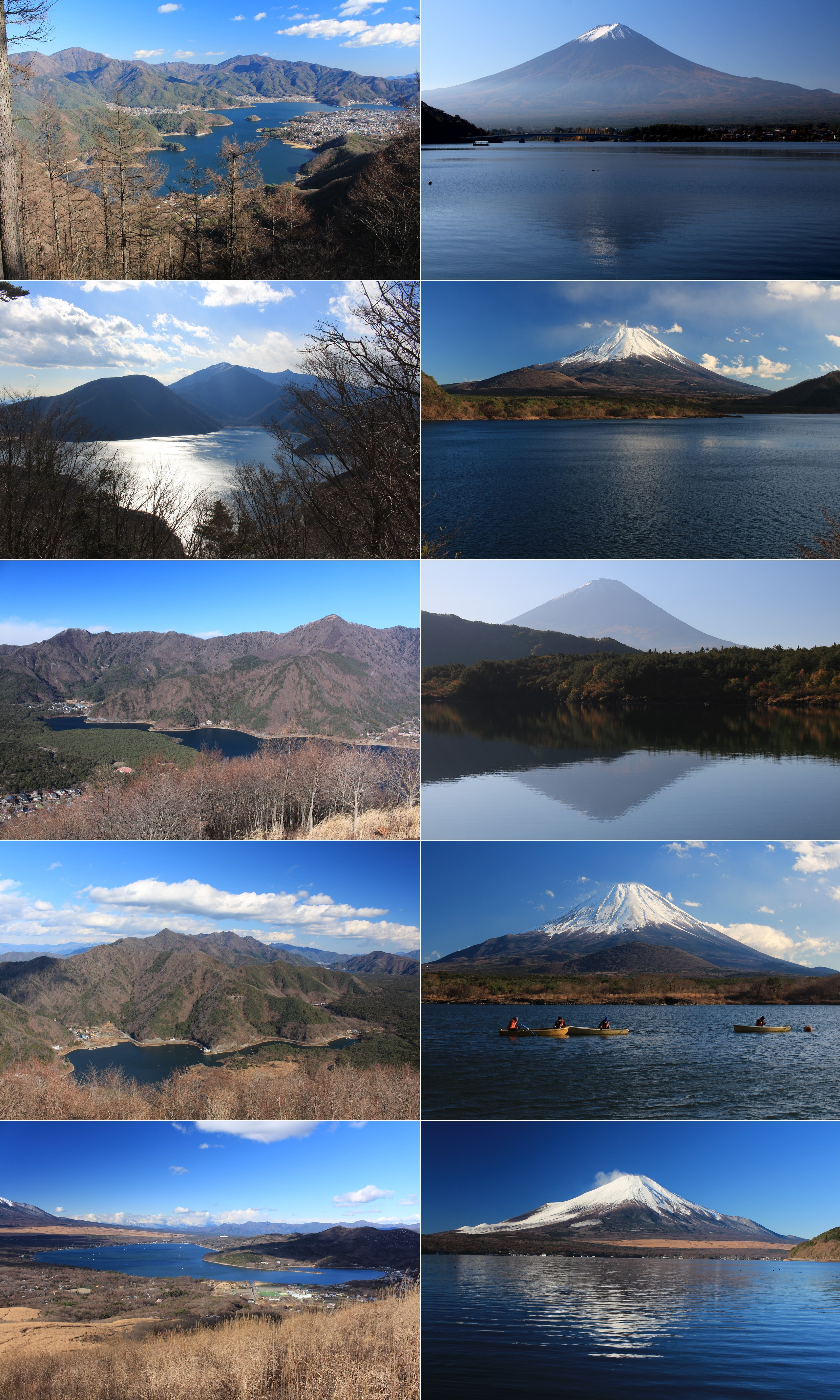
Monte Fuji e Cinco lagos de Fuji
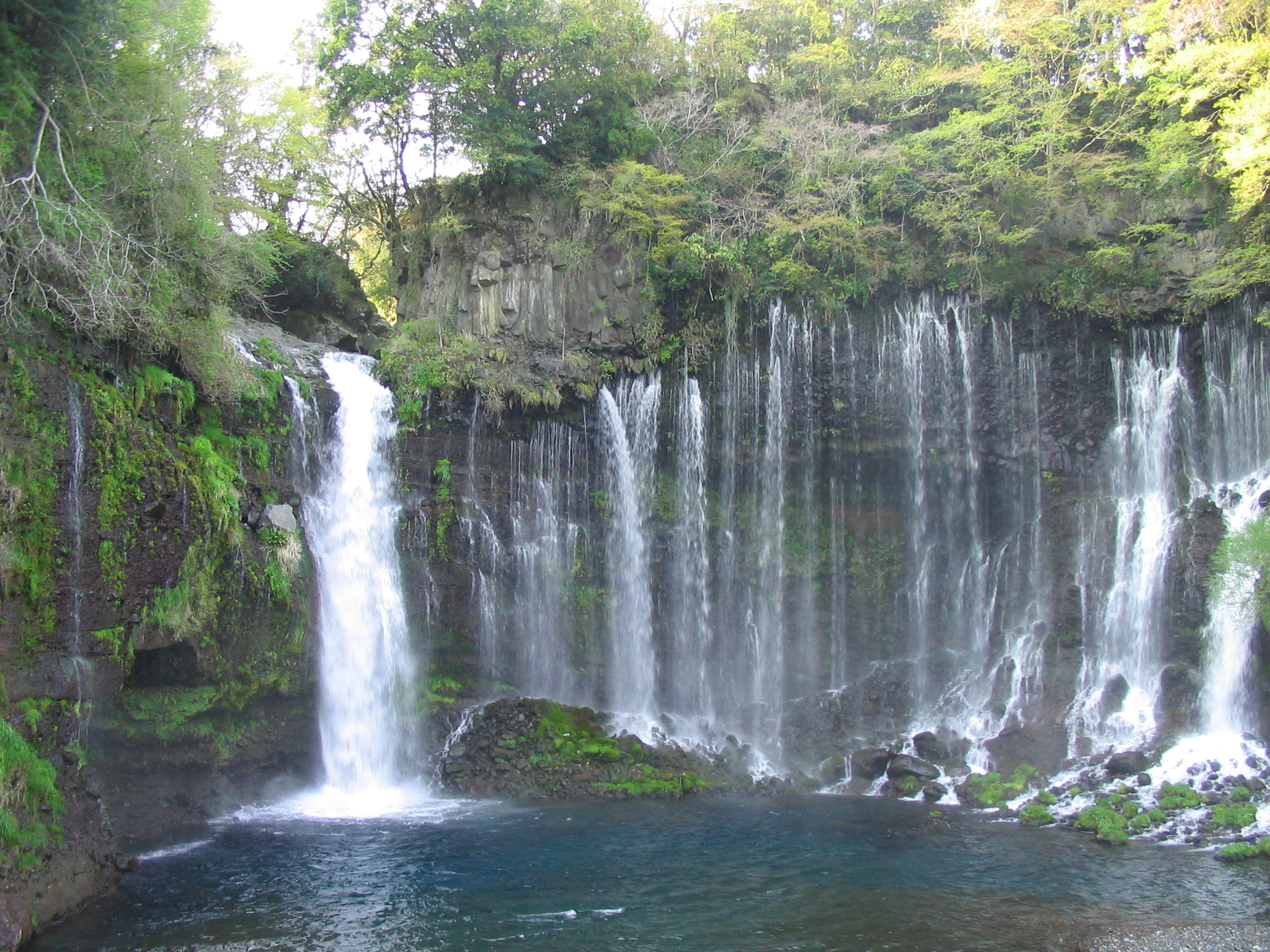
Cataratas de Shiraito
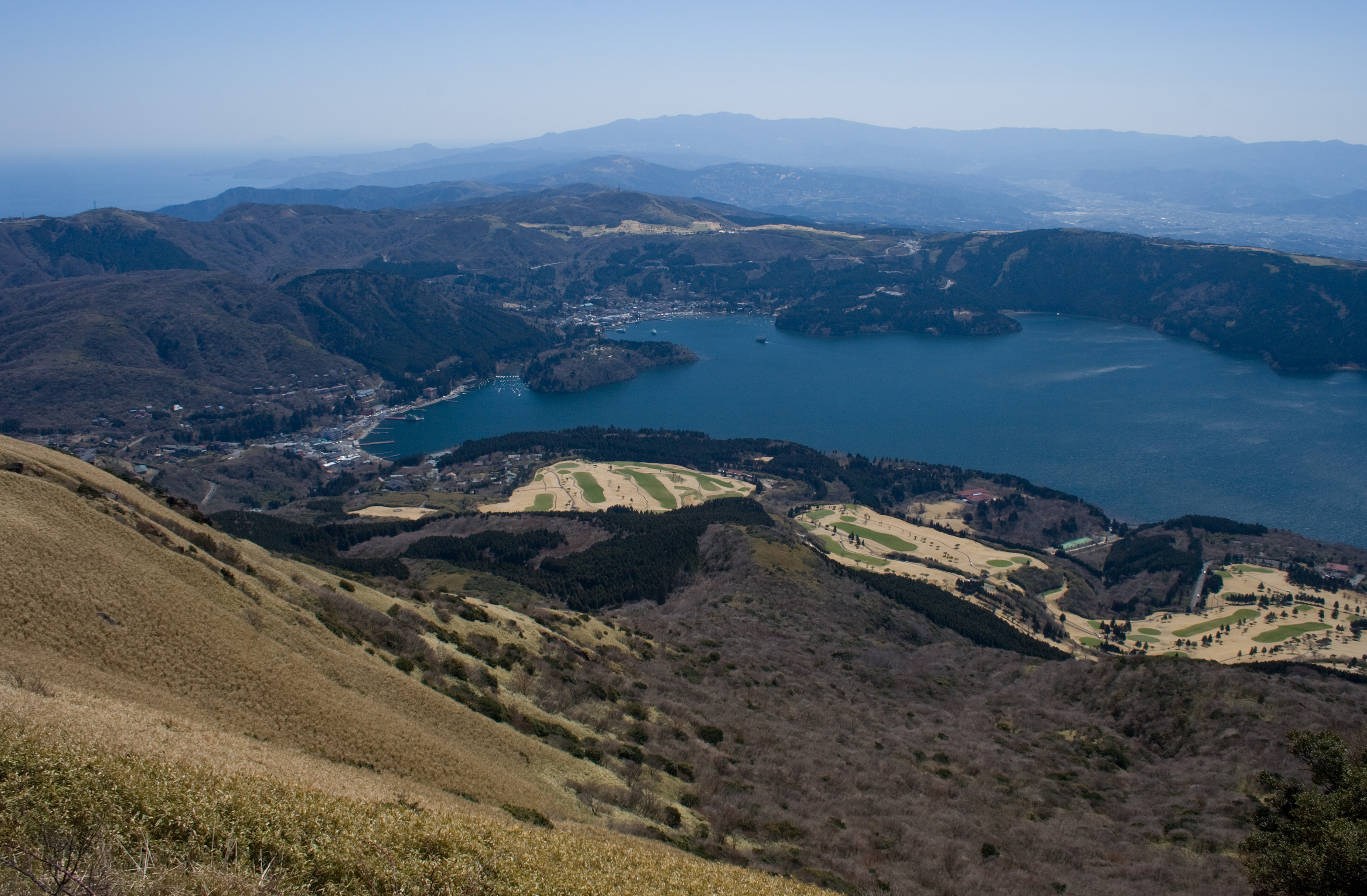
Lago Ashi
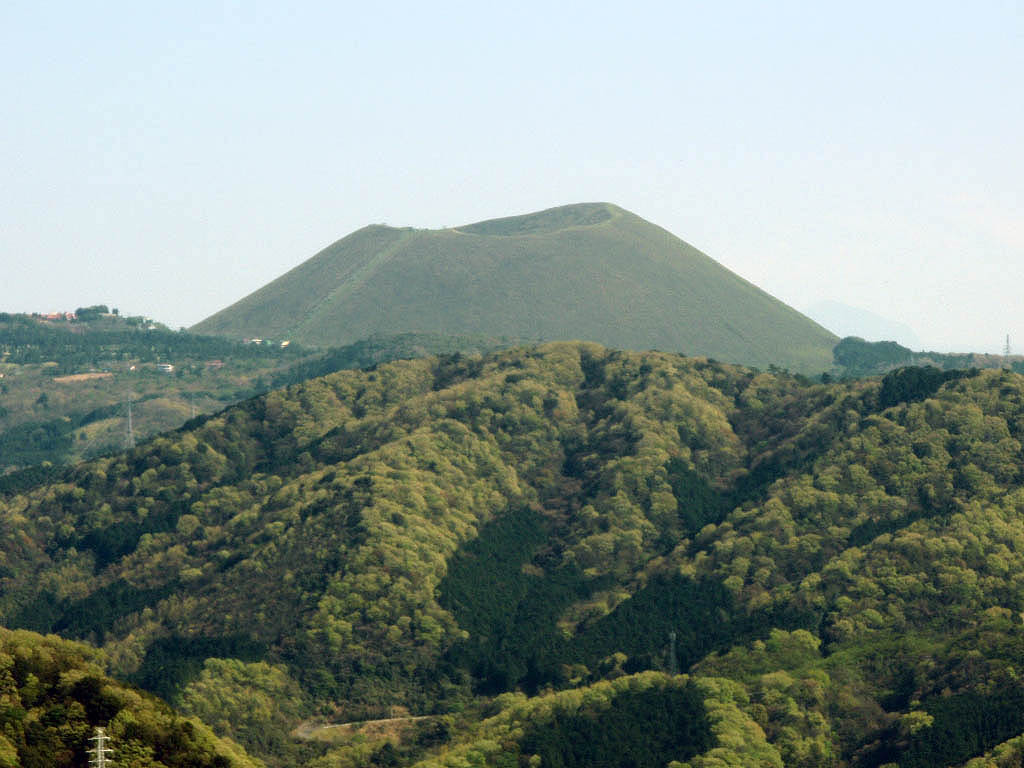
Monte Ōmuro
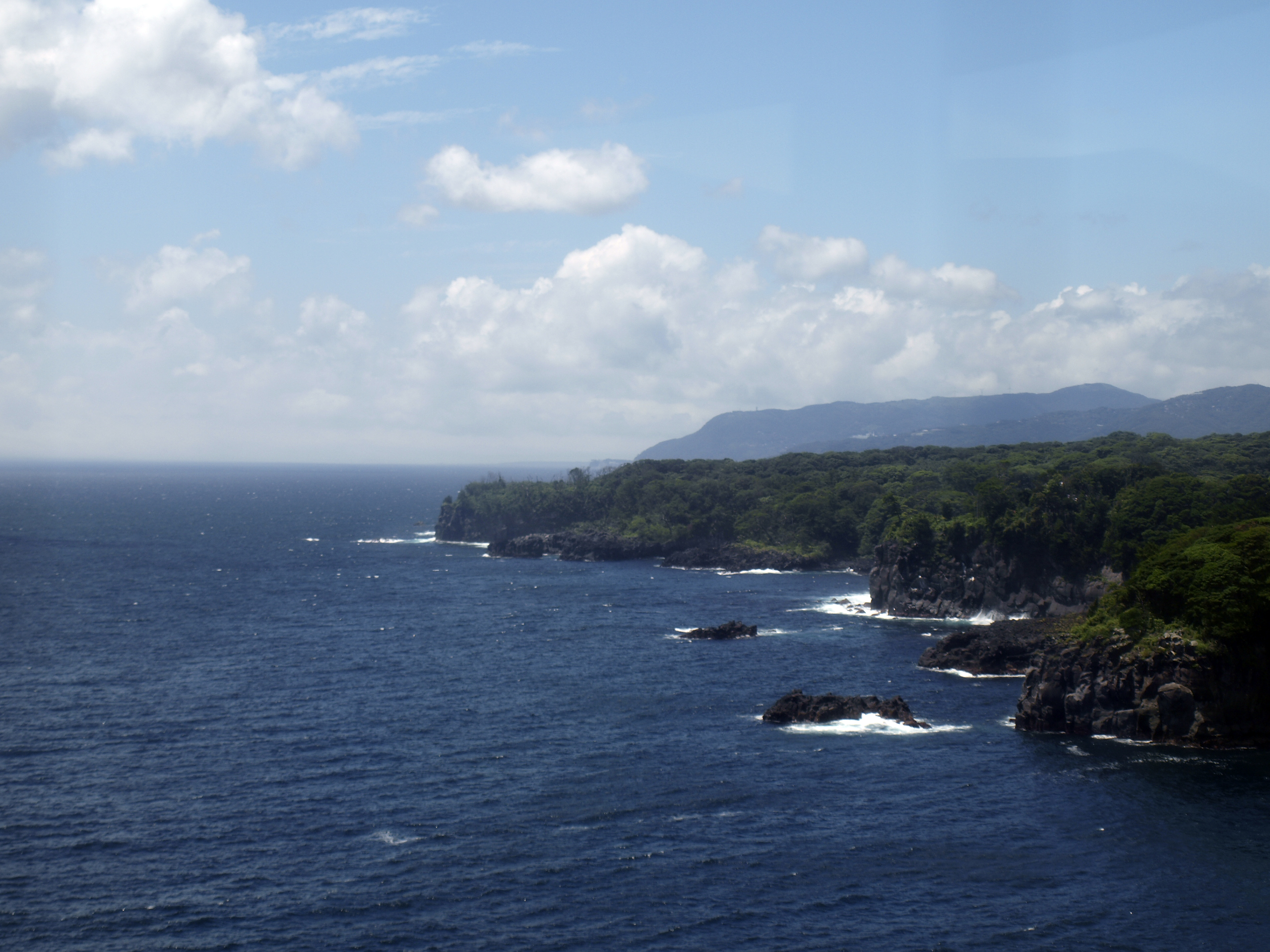
Costa de Jogasaki
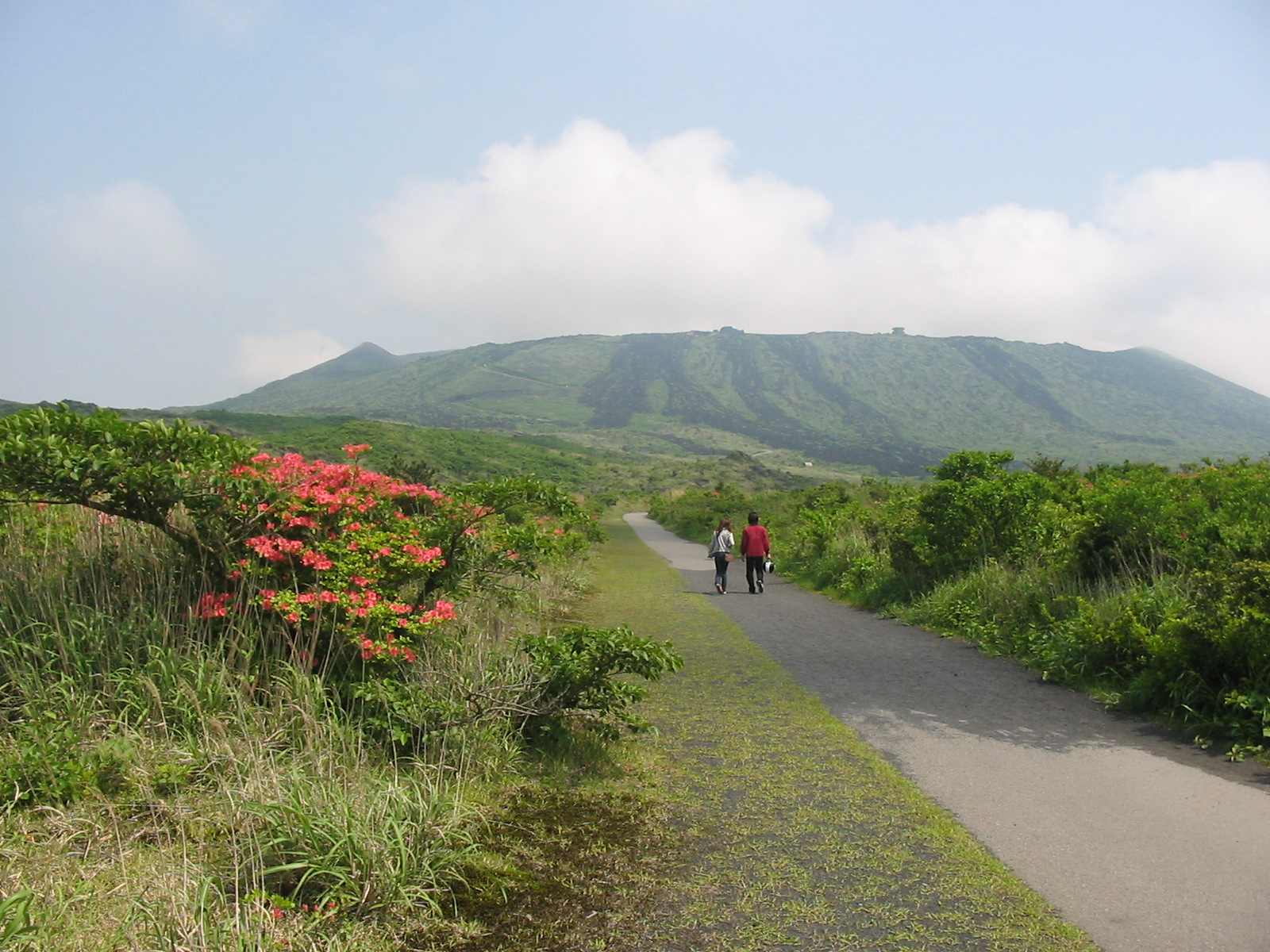
Izu Ōshima

1.Área do Monte Fuji
- Monte Fuji
- Cataratas de Shiraito
- Cinco lagos de Fuji
- Aokigahara
- Lago Tanuki

2.Área de Hakone
- Antiga estrada de Tokaido
- Jardim Botânico de Hakone
- Lago Ashi[2]
- Ōwakudani

3.Península de Izu
- Monte Amagi
- Termas de Atami
- Jardim tropical e de crocodilos Atagawa
- Jogasaki

4.Ilhas Izu
- Izu Ōshima
- To-shima
- Nii-jima
- Shikine-jima
- Kōzu-shima
- Miyake-jima
- Mikura-jima
- Hachijō-jima